# Anna von Mecklenburg

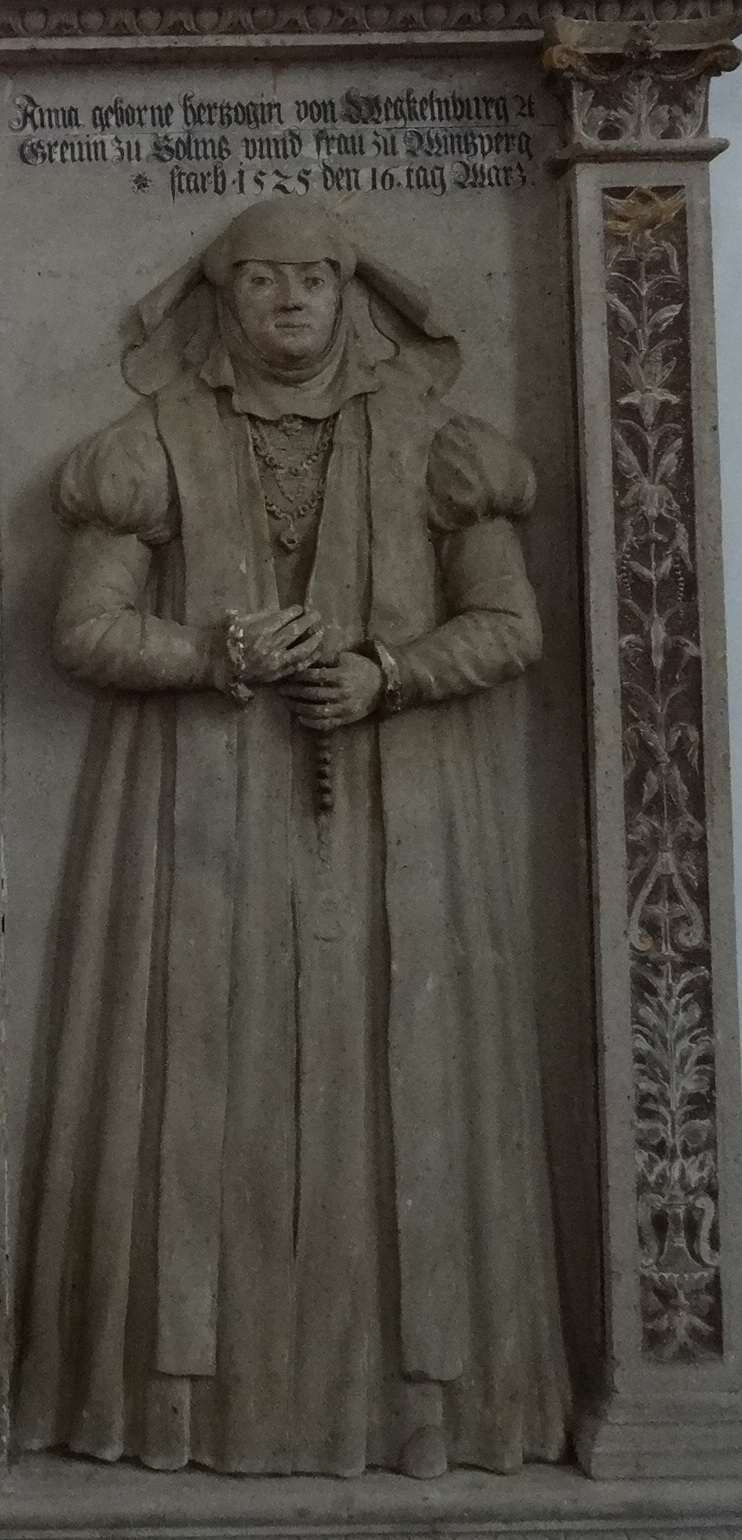
Epitaph der Anna von Mecklenburg in Lich

Anna, Herzogin zu Mecklenburg[-Schwerin], in der Literatur auch häufig als Anna von Mecklenburg (* 14. September 1485 in Plau; † 12. Mai 1525 in Rödelheim) war durch Heiraten Landgräfin von Hessen und danach Gräfin von Solms-Lich.

## Leben
Anna war eine Tochter des Herzogs Magnus II. von Mecklenburg-Schwerin (1441–1503) und dessen Ehefrau Sophie von Pommern-Wolgast (um 1460–1504). Sie zählt zur 13. Generation des mecklenburgischen Fürstenhauses. Über ihre frühe Kindheit und Jugend ist nur Spärliches bekannt. 
Am 20. Oktober 1500 wurde sie die zweite Ehefrau des Landgrafen Wilhelm II. von Hessen (1469–1509). Im selben Jahr war diesem infolge des frühen Todes seines kinderlos gebliebenen Vetters, des oberhessischen Regenten Wilhelm III. (1471–1500) – nachdem Wilhelm II. bereits seit 1493 die alleinige Regentschaft in Niederhessen wegen der Geisteskrankheit seines älteren Bruders Wilhelm I. (1466–1515) innehatte –, nun 1500 die Herrschaft über ganz Hessen einschließlich der Grafschaft Katzenelnbogen zugefallen. Doch Wilhelm II. erkrankte 1504, wahrscheinlich an Syphilis, und wurde in den folgenden Jahren regierungsunfähig. Daher setzte er 1506 testamentarisch ein fünfköpfiges Ratskollegium mit einem Hofmeister an der Spitze zur Wahrnehmung der Regierungsgeschäfte ein. Zugleich übertrug er ihnen die Vormundschaft sowohl über seine Kinder Elisabeth und Philipp (1504–1567) als auch über seinen Bruder, Wilhelm I., und dessen Gemahlin Anna von Braunschweig sowie über seine eigene Gemahlin. Allerdings gelang es Anna, ihrem Mann klarzumachen, dass der Hofmeister Günstlinge bevorzugte und seine Befugnisse überschritt. Daraufhin änderte Wilhelm sein Testament und bestimmte am 19. Januar 1508 nunmehr Anna zum obersten Vormund der Kinder (neben seinem Oheim, dem Erzbischof Hermann von Köln, der aber schon im September 1508 starb) und gab ihr Ratgeber an die Seite. Dem Testament gemäß wurde der Hofmeister abgesetzt, und Anna selbst führte seit Anfang 1508 – dem Vernehmen nach erfolgreich – die Regierungsgeschäfte, was in der damaligen Zeit als gänzlich unüblich galt und noch zu Wilhelms Lebzeiten heftigen Unmut beim Adel und den Ständen hervorrief.
Nach Wilhelms Tod im Juli 1509 berief Anna noch im gleichen Monat einen Landtag an den Spießturm bei Spieskappel, den traditionellen Versammlungsort der hessischen Stände. Doch hier kam es zum Eklat: Unter der Leitung des einflussreichen Ludwig I. von Boyneburg verweigerte die hessische Ritterschaft der vierundzwanzigjährigen Landgräfin die Gefolgschaft. Ihr testamentarisch verbriefter Anspruch auf die Regentschaft wurde weder von den hessischen Landständen noch von den seit 1373 durch Erbverbrüderung erbberechtigten Herzögen von Sachsen anerkannt, da sie es für grundsätzlich unwürdig erachteten, eine Frau als Herrscherin zu haben. Am 3. Oktober 1509 setzten die Stände, die sich bereits vor Wilhelms Tod heimlich untereinander verständigt hatten, eine eigene Vormundschaftsregierung ein, die auf einem Schiedstag in Mühlhausen am 3. November desselben Jahres bestätigt wurde. Dieses Vormundschaftsgremium bestand aus je zwei Vertretern der Ernestiner und Albertiner Linie der sächsischen Wettiner, die bei einem eventuellen Tod Philipps erbberechtigt gewesen wären. Ludwig I. von Boyneburg indes wurde Landhofmeister und bezog das Landgrafenschloss in Kassel. Anna von Hessen zog 1511 nach Felsberg, um ihren beiden in Kassel lebenden Kindern näher zu sein. 
Die beiden Kinder Elisabeth und Philipp waren bereits im Kleinkindalter mit Kindern des albertinischen Herzogs Georg dem Bärtigen verlobt worden. Der bemühte sich seinerseits, Anna zu unterstützen, die weiterhin alles daransetzte, zumindest ihre Kinder selbst erziehen zu dürfen, wenn ihr schon die Landesherrschaft nicht zugestanden wurde. Zur Begründung führte sie immer wieder die mütterliche Liebe an, verbunden mit der Befürchtung, dass Philipp in der Obhut Ludwigs I. vernachlässigt würde und gesundheitlichen Schaden nähme.
In der Folge gestalteten sich indes die Regierungsgeschäfte aufgrund der langen Entscheidungswege zur ständigen Abstimmung mit den wettinischen Obervormündern schwierig, was wiederum zu Unmut unter den Ständen führte. Überdies hatte sich das Regentenkollegium zerstritten. In dieser Situation bot Anna den Ständen bei einem Landtag am 9. Januar 1514 die Versöhnung an unter der Bedingung, dass sie das Testament Wilhelms II. anerkennen würden. Bei einer von ihr einberufenen – und eigentlich vom Obervormund Kurfürst Friedrich I. von Sachsen verbotenen – Versammlung in Felsberg im Februar 1514 einigten sich zahlreiche Vertreter der Stände und der Städte darauf, auf den Sturz Ludwigs I. von Boyneburg hinzuwirken. Trotz des Widerstands aus Sachsen wurde Ludwig I. dann am 28. März 1514 abgesetzt und Anna knapp einen Monat später, am 25. April 1514, zur obersten Regentin gewählt. Auch die Erziehung ihrer beiden Kinder oblag ihr nunmehr selbst.
Tatsächlich hielt sich Anna nicht an alle Konzessionen, die sie 1513/14 gemacht hatte. Jedoch war ihre Regentschaft – im Unterschied zu der ihrer Vorgänger – wirtschaftlich erfolgreich, was zur Befriedung der Situation beitrug. Allerdings klagten die sächsischen Herzöge gegen sie bei Kaiser Maximilian I., der seinerzeit die Vormundschaftsregierung bestätigt hatte. Die Verhandlungen zogen sich hin und endeten mit einem Schiedsspruch des Kaisers, demzufolge Philipp mit Vollendung des 14. Lebensjahres für volljährig erklärt und offiziell als Herrscher eingesetzt wurde. Laut Wilhelms II. Testament wäre dies erst vier Jahre später der Fall gewesen. Jedoch blieb Anna zunächst – ebenfalls durch kaiserlichen Spruch – weiterhin in die Regierungsgeschäfte eingebunden. 
Die letzte Zeit ihrer Regentschaft war dadurch getrübt, dass sich ein großer Teil des Adels dem aufständischen Franz von Sickingen (1481–1523) anschloss und gegen sie protestierte. Ihr beharrliches Festhalten am katholischen Glauben führte später auch zu einem Zerwürfnis mit ihrem Sohn Philipp, der zu einem der politischen Protagonisten der lutherischen Reformation wurde. 
Am 7. April 1519 schließlich, etwa ein Jahr nach seiner Volljährigkeitserklärung, stellte Philipp seiner Mutter ein sogenanntes Entlastungsschreiben aus, worin er ihr ausdrücklich bescheinigte, sowohl für ihn als Person eine fürstliche, ehrliche und gute Erzieherin gewesen zu sein als auch für Land und Leute „mütterlich, freundlich, getreulich und fleißig“ gesorgt zu haben.
Über die letzten Jahre ihres Lebens ist ebenso wie über ihre ersten recht wenig bekannt: 1519, mit 34 Jahren, heiratete sie ein zweites Mal, und zwar den erst 23-jährigen Grafen Otto von Solms-Lich, was als nicht standesgemäß galt. Über die Verbindung war ihr Sohn Philipp zunächst sehr empört. Mit Otto bekam Anna innerhalb von drei Jahren drei weitere Kinder, von denen die beiden letzten das Kleinkindalter überlebten. Otto erlag allerdings bereits wenige Jahre nach der Eheschließung einem Kehlkopfleiden. Für den Sohn Friedrich Magnus übernahm Anna die Vormundschaft.
Auch aus anderen Gründen kam es in Annas letzten Lebensabschnitt zu Zwistigkeiten mit ihrem Sohn Philipp. Zeitweilig eskalierten die Auseinandersetzungen sogar in Gerichtsverfahren, wobei es um Kleinodien und Gelder ging. Schließlich versöhnten sich aber beide, was nicht zuletzt auf den ausgleichenden Einfluss von Annas erster, kinderlos gebliebener Tochter Elisabeth zurückzuführen war, mit der Anna immer ein gutes Verhältnis hatte. Jedoch bekam Anna erst 28 Jahre nach ihrem Ableben – nach Philipps Freilassung aus der Gefangenschaft – von ihm eine würdige Grabplatte samt Denkmal gestiftet.
Anna von Hessen starb am 12. Mai 1525 im 40. Lebensjahr vermutlich an einer Lungenentzündung.

## Nachkommen
Anna heiratete am 20. Oktober 1500 in Kassel den Landgrafen Wilhelm II. von Hessen (1469–1509), mit dem sie folgende Kinder hatte:
- Elisabeth von Rochlitz (1502–1557)
- Magdalena (1503–1504)
- Philipp I. von Hessen (1504–1567)

Am 7. September 1519 ging sie mit Graf Otto von Solms-Lich (1496–1522) eine zweite Ehe ein, der drei Kinder entsprangen:
- Maria (1520–1522)
- Friedrich Magnus zu Solms-Laubach (1521–1561)[4]
- Anna von Solms-Lich (1523[3]–1594) ⚭ 1540 Graf Ludwig Casimir zu Hohenlohe-Neuenstein

## Historische Bedeutung
„Der Historiker hat der Landgräfin in der hessischen Geschichte einen hervorragenden Platz einzuräumen“ – so urteilte Hans Glagau 1899 über Landgräfin Anna von Hessen; die geborene Herzogin zu Mecklenburg sei einer historisch-kritischen Biographie würdig.
Kirchengeschichtlich ist Anna von Hessen interessant, da sie die Zeit unmittelbar vor Einführung der Reformation durch Philipp 1527 prägte. Ihr Mann hatte in seinem Testament die Reform aller Klöster in Hessen angeordnet. Anna bemühte sich an einigen Stellen um die Reformierung von Klöstern, aber erst Philipp setzte die Verfügung seines Vaters um, wenn auch auf seine eigene Art. Insofern erscheint es kirchenhistorisch äußerst wichtig, zu untersuchen, welches Gepräge Anna der Kirchenpolitik und der Kirche in Hessen gab – unter Berücksichtigung der konfessionsbezogenen Folgen über Hessen hinaus. Sie selber setzte sich sehr für die Klöster und den Katholizismus ein, weswegen es, wie berichtet, auch zum Zerwürfnis mit ihrem Sohn kam.
Aus übergeordneter Perspektive ist das Thema von Bedeutung, weil es einen in der Geschichte Hessens bisher nur bedingt erforschten Zeitraum, das Spätmittelalter kurz vor der Reformation, anhand einer herausragenden Frauengestalt, der Regentin, in den Blick nimmt. Die chaotischen Zustände in Hessen während der Jahre 1509–1514 hatten ihre Ursache darin, dass die Stände die Macht an sich rissen und die eigentliche Regentin auf ihr Wittum nach Felsberg verbannten.
Nicht zuletzt ist in diesem Rahmen auch die politische Brisanz der Auseinandersetzungen zwischen den verschiedenen Interessengruppen (die Stände, Anna/Philipp, die verordneten Räte, der Kaiser, die sächsischen Fürsten und andere) betrachtenswert.

## Rezeption
In der Beurteilung ihrer Zeitgenossen und auch ihrer Nachwelt ist Anna von Mecklenburg lange Zeit eine umstrittene Persönlichkeit gewesen; über sie waren eine ganze Reihe Vorurteile und unbewiesener Behauptungen in Umlauf. Bereits zu ihren Lebzeiten war der Umstand, dass sie als Frau ein Land regierte, für viele ein Stein des Anstoßes.
Anna, die laut den zeitgenössischen Quellen eine ausnehmend schöne Frau war, wurde von ihren Widersachern immer wieder sittlicher Verfehlungen bezichtigt, womit auch ihre angebliche Unfähigkeit, ihren Kindern eine gute Mutter sein zu können, begründet werden sollte. So wurde sie vom sächsischen Rat als „Frau Venus“ bezeichnet, was keineswegs nur als Anerkennung ihrer Schönheit, sondern auch als Hinweis auf einen moralisch fragwürdigen Lebenswandel gemeint war und mit entsprechenden Skandalgerüchten „untermauert“ wurde. Die Beurteilung, sie habe einen in sittlicher Beziehung anstößigen Lebensstil gepflegt, zieht sich durch bis in die jüngere Rezeptionsgeschichte. Wie viel Substanz die zweifellos auch politisch motivierten Vorwürfe wirklich beinhalteten, lässt sich naturgemäß heute kaum noch nachprüfen. 
Die 1968 geborene hessische Autorin Anja Zimmer veröffentlichte 2007 einen biographischen Roman über die Landgräfin unter dem Titel: Mitternachtsblüten: Das Leben der Anna von Hessen.
Am 7. Juli 2021 wurde eine Skulptur der New Yorker Künstlerin Linda Cunningham in Kassel am Platz der 11 Frauen eingeweiht, die auch Anna von Mecklenburg ehrt.